# Lydia Leonard
Lydia Leonard (Parigi, 5 dicembre 1981) è un'attrice britannica, attiva in campo televisivo, teatrale e cinematografico. Particolarmente nota e apprezzata è stata la sua interpretazione di Anna Bolena nel dramma Wolf Hall a  Broadway nel 2010, per cui è stata candidata al Drama Desk Award, all'Outer Critics Circle Award e al Tony Award alla miglior attrice non protagonista in un'opera teatrale.

## Filmografia parziale

### Cinema
- Last Christmas, regia di Paul Feig (2019)
- Non volere volare (Northern Comfort), regia di Hafsteinn Gunnar Sigurðsson (2024)

### Televisione
- L'ispettore Barnaby (Midsomer Murders) – serie TV, episodio 7x07 (2004)
- Roma (Rome) – serie TV, episodio 1x01 (2005)
- Ashes to Ashes – serie TV, episodio 1x04 (2008)
- Spooks – serie TV, episodio 10x02 (2011)
- Law & Order: UK - serie TV, episodio 6x07 (2012)
- Whitechapel – serie TV, episodi 3x05-3x06 (2012)
- Da Vinci's Demons – serie TV, episodio 1x05 (2013)
- Apple Tree Yard - In un vicolo cieco (Apple Tree Yard), regia di Jessica Hobbs – miniserie TV, 2 puntate (2017)
- Absentia – serie TV, 10 episodi (2017-2019)
- Gentleman Jack - Nessuna mi ha mai detto di no (Gentleman Jack) – serie TV, 10 episodi (2019-2022)
- Flesh and Blood, regia di Louise Hooper – miniserie TV (2020)
- The Crown – serie TV, 5 episodi (2022-2023)
- We Are Lady Parts - serie TV, 4 episodi (2024)
- McDonald & Dodds – serie TV, episodio 4x01 (2024)
- Funny Woman - Una reginetta in TV (Funny Woman) – serie TV, episodi 2x01-2x03-2x04 (2024)
- A Very Royal Scandal, regia di Julian Jarrold – miniserie TV (2024)

## Doppiatrici italiane
Nelle versioni in italiano delle opere in cui ha recitato, Lydia Leonard è stata doppiata da:
- Francesca Fiorentini in Apple Tree Yard - In un vicolo cieco
- Angela Brusa in Last Christmas, A Very Royal Scandal
- Valentina Perrella in Legendary
- Elisabetta Spinelli in The Crown
- Eleonora Reti in Non volere volare
- Rachele Paolelli in Gentleman Jack - Nessuna mi ha mai detto di no